# Tveje Merløse Sogn
Tveje Merløse Sogn er et sogn i Holbæk Provsti (Roskilde Stift).
Tveje Merløse Sogn var en sognekommune, der hørte til Merløse Herred i Holbæk Amt. Sognet var i 1800-tallet anneks til Sankt Nikolai Sogn i Holbæk Købstad, der kun geografisk hørte til herredet. I 1918 blev Tveje Merløse Sogn indlemmet i Holbæk Købstad efter at mindre dele allerede var indlemmet i 1878 og 1893. Holbæk Købstad blev ved kommunalreformen i 1970 kernen i Holbæk Kommune.
I Tveje Merløse Sogn ligger Tveje Merløse Kirke.
I sognet findes følgende autoriserede stednavne:
- Holbæk Ladegård (ejerlav, landbrugsejendom)
- Ladegårdshuse (bebyggelse)
- Langerød (bebyggelse, ejerlav)
- Stenhus (station)
- Tveje Merløse (bebyggelse)
- Tåstrup (bebyggelse, ejerlav)